# كلارنس شانت
كلارنس شانت هو فيزيائي ومدرس وعالم فلك كندي، ولد في 31 مايو 1865 في Hagerman's Corners, Ontario ‏ في كندا، وتوفي في 18 نوفمبر 1956 في أونتاريو في كندا.